# Staatliches Institut für Rassenbiologie

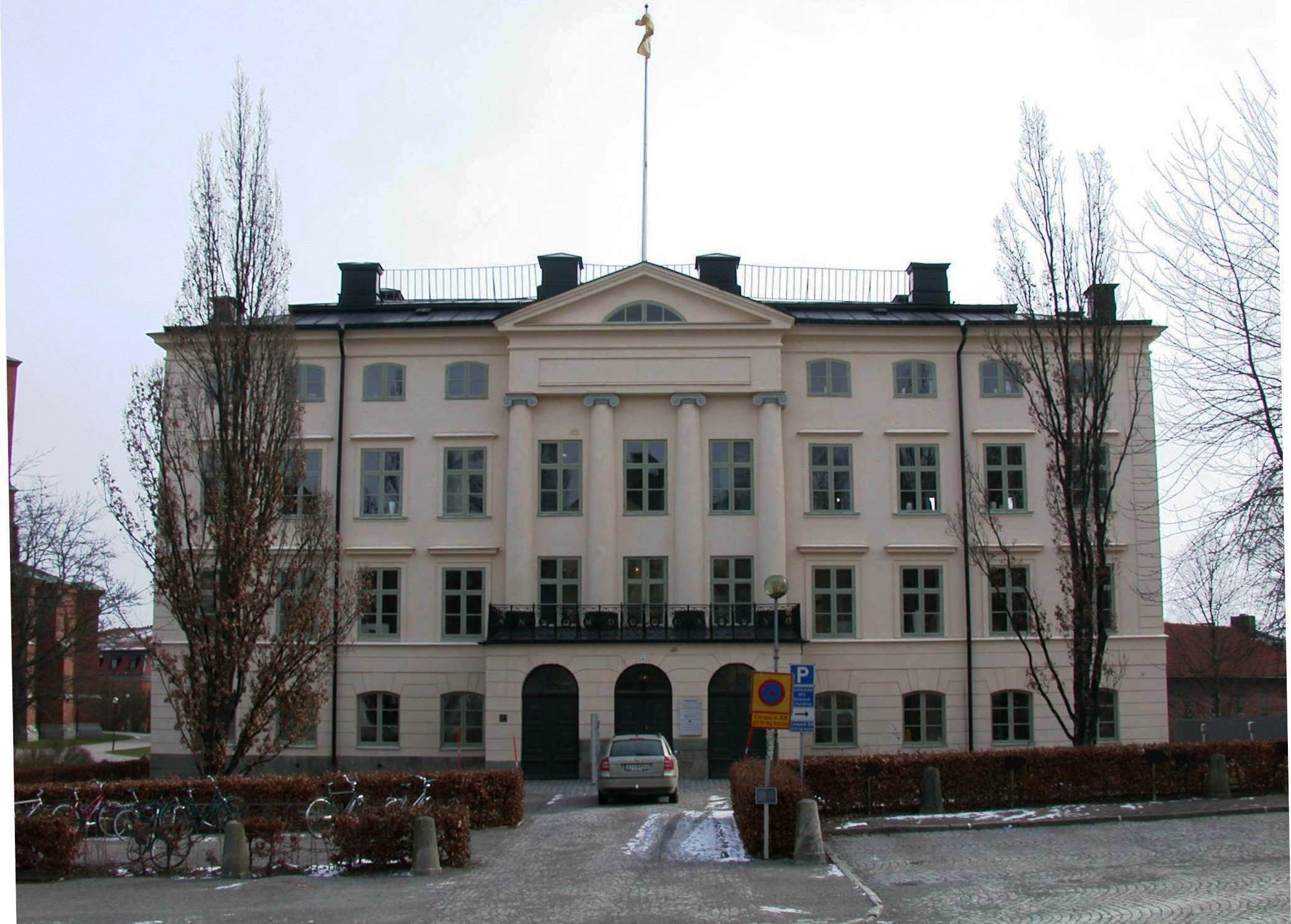
Das Dekanhuset in Uppsala, in welchem sich das Institut für Rassenbiologie befand.

Das Staatliche Institut für Rassenbiologie (Statens institut för rasbiologi, Rasbiologiska institutet, SIFR) war ein 1922 an der Universität Uppsala gegründetes rassenbiologisches Institut. Der Antrag für das Gesetz zur Gründung dieses weltweit ersten staatlich geförderten wissenschaftlichen rassebiologischen Institutes war von Vertretern unterschiedlicher Parteicouleur in den schwedischen Reichstag eingebracht worden.

## Entstehung
1909 wurde eine Schwedische Gesellschaft für Rassenhygiene (Svenska sällskapet för rashygien) zum Zweck der eugenischen Forschung gegründet. Die Idee der Eugenik wurde erst nach Ende des Ersten Weltkrieges in Schweden populärer. Um die Gesellschaft bildete sich ein Netzwerk aus Personen, die die Gründung eines staatlichen Instituts für Rassenbiologie und ein Gesetz für „eugenische Sterilisierungen“ anstrebten, darunter Herman Nilsson-Ehle, Nils Wohlin, Nils von Hofsten, Herman Lundborg, Alfred Petrén und Elis Essen-Möller. Im Jahre 1918 veranstaltete die Gesellschaft für Rassenhygiene eine Wanderausstellung „Svenska folktyper“ („Schwedische Volkstypen“) über verschiedene Menschensorten. Im gleichen Jahr schlug Frithiof Lennmalm, Leiter des Karolinska Institutet vor, dass die Nobelstiftung ein Institut für Rassenbiologie finanzieren sollte. Das Nobelkomitee für Medizin stimmte dem einstimmig zu, während die Mitarbeiter des Karolinska Institutet mit 9 zu 8 Stimmen knapp dagegen votierten. Stattdessen wurde nun vorgeschlagen, dass der schwedische Staat ein derartiges Institut gründen und finanzieren sollte.
Der 1921 in die erste Kammer des Schwedischen Reichstags eingebrachte Gesetzesantrag für die Schaffung eines staatlichen Instituts war unterzeichnet vom Sozialdemokraten und Rassentheoretiker Alfred Petrén sowie neben Anderen vom späteren Handels- und Finanzminister Nils Wohlin. In der zweiten Kammer wurde ein Gesetzesantrag in gleicher Sache mit Hinweis auf die von Petrén eingebrachte Angelegenheit vorgebracht. Dieser zweite Antrag war unter anderem unterzeichnet von Hjalmar Branting und Arvid Lindman. Petrén konnte sich in seinem Antrag auf die Aussagen von Rassentheoretikern und Biologen wie Carl Magnus Fürst, Torsten Thunberg, Herman Lundborg, Nils von Hofsten und Nils Heribert-Nilsson berufen, die die geforderte Einrichtung eines solchen Instituts wissenschaftlich darlegten. Erster Leiter nach Gründung des Instituts wurde Herman Lundborg.

## Tätigkeit
Das offizielle Ziel des Institutes war die Untersuchung der Einwohner Schwedens nach rassischen Gesichtspunkten. Das Institut untersuchte Lebens- und Umweltbedingungen verschiedener Familien. Es wurde versucht, den Effekt von biologischer Vererbung und Umwelteinflüssen auf die Menschen zu erklären. Außerdem wurden Geisteskrankheiten, Alkoholismus und Kriminalität untersucht.
Das Institut veröffentlichte 1922 Schautafeln zur Beschreibung einer „rein schwedischen Rasse“. Diese Tafeln wurden später verwendet zur Beurteilungsgrundlage bei Zwangssterilisationen, die durch Gesetze von 1934 und 1941 zu einem Bestandteil des schwedischen Eugenikprogrammes wurden. Opfer der Zwangssterilisationen waren Menschen mit geistiger Behinderung, „Gemischtrassige, alleinstehende Mütter mit unstetem Lebenswandel, Arbeitslose, Zigeuner und sonstige Andersartige.“
Die schwedischen Anhänger der Eugenik tauschten sich rege mit deutschen Kollegen aus. So arbeiteten viele Schweden bei der Internationalen Gesellschaft für Rassenhygiene am Kaiser-Wilhelm-Institut für Anthropologie, menschliche Erblehre und Eugenik, während zahlreiche deutsche Referenten am Institut von Uppsala zu Gast waren.

## Ende des Institutes
Im Jahre 1958 wurde das Institut ersetzt durch das Institutionen för medicinisk genetik (Institut für medizinische Genetik), das heute eine Abteilung der Universität von Uppsala bildet.